# 軟件計算機

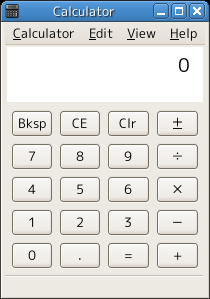
GNOME Calculator ，一个软件计算器

软件计算器是作为计算机程序而不是物理硬件设备实现的计算器。
它们是较简单的交互式软件工具之一，因此用户通常一次只可以實現一個操作。其可用于执行由一系列簡單步骤（如四則運算）组成的複雜操作或算式，每个步骤应用这些操作之一，并且除了这些操作之外没有其他目的（如製作表格或執行软件操作），因为这些操作是计算器的主要功能，而不是支援通常不为計算的其他功能的次要功能。
作为计算器而不是電腦，它们通常具有一小组相对简单的操作，执行非計算密集型的简短过程，并且不接受大量输入数据的數據庫、并行計算或产生多個结果。

## 系統平台

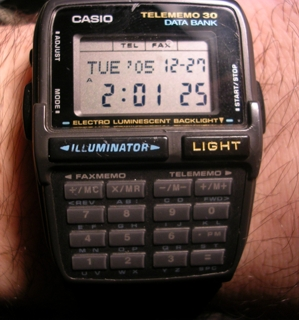
卡西欧数据库计算器手表

软件计算器可用于许多不同的系統平台，它们可以是：
- 操作系统中的软件。
- 在网页中作为伺服端或客户端脚本（例如JavaScript ）实现的程序。
- 嵌入智能手錶中。
- 此外，复杂的软件可能有类似傳統计算器的对话框，更會有完整的计算器功能，用于将数据输入系统。

## 历史

### 早年
普遍狹義上所稱的計算機最早出现于20世纪40年代至50年代。其運行的软件僅用於專業用途，無法用於通用計算數學公式。例如， LEO計算機被设计用于运行工资单等业务应用软件。
以通用計算为目標的软件最早于1960年代编写，而到1978 年，第一个获得广泛使用的通用計算软件--VisiCalc--被发布 ，它被称为交互式可视化计算器，但以現今標準看待其实际上是一个試算表，现待通常不称为计算器。
1979 年发布的Unix版本 V7 Unix 包含一个可通过命令行访问的计算器。

### 硬件计算器模拟
硬件计算器歷史悠久，直到软件计算器出现之前，其都使用機械或物理方式實現計算。最后一代的硬件计算器是电子手持设备，带有用于数字和运算符按钮，以及用于输入和輸出结果的小屏幕。
第一个软件计算器通过使用鼠标操作，而不是手指點按来操作。鼠标操作的软件计算器首次出现于1980年代，作为原始Macintosh操作系统 ( System 1 ) 和Windows操作系统 ( Windows 1.0 ) 的一部分。
一些软件计算器使用的用戶界面模仿傳統计算器外觀，并提供相同於傳統计算器的功能。

### 互联网上的软件计算器
现在有數量龐大的软件计算器可供選擇，并且在互联网上可以搜尋到大量称为计算器的软件。包括使用更複雜的算术运算或数学函数，并輸出数值或函数图表的计算器，以及一些也称为计算器的非数值工具和游戏。
現時很多计算器不模拟傳統计算器的電路芯片設計，而是利用電腦更强大的性能来替代傳統计算器。互联网上提供的软件计算器，可以定制以使用任何代数表达式。这些可定制的软件计算器，还可以与公式或方程创建功能结合使用，以便可以创建软件计算器来执行所有可能的数学函数。软件计算器不再局限于簡單的三角函数或代数表达式，而可以针对任何用途进行定制。

## 實例

### 数值计算器
每种类型的硬件计算器都已在软件中实现，包括转换计算器、财务计算器、图形计算器、可编程计算器和科学计算器。
其他不模仿硬件计算器的数值计算器包括：
- 公式计算器
- 基于窗口的计算器
- 专业计算器。

### 基于視窗的计算器
基于視窗的计算器提供一个对话框，允许用户输入数据，而不是数据和运算號，并且它们有内置的公式，方便金融、数学、科学和其他学科使用者簡單使用。

### 专业计算器
有些软件计算器包含与特定应用领域和专业相关的操作，包括汽车、建筑、流體力學、电气工程等。提供其他輸入方式，包括3D模型等并輸出更專門的數據。

### 非数值工具
非数字计算器包括生活计算器和科学计算器，亦有用於惡搞或非正式用途的计算器：
- 爱情计算器：输入两个名字，有一个按钮可以計算出两个名字的人的兼容性（百分比）。
- 分子式重量计算器：输入是化学分子式，使用元素周期表符号和符号，并且有一个按钮可以計算出其成分的百分比。
- 天文计算器：输入是日期和一个或多个天体（通常是太阳、月亮、行星、小行星或彗星）。该程序計算这些天体到给定日期的位置，并给出位置的数字输出（通常是赤经和赤纬，由此可以设置所使用的春分点），有时还根据亮度、角直径和相位。

一些程序可以生成一段时间内（例如一年）内某些类型的天文事件的列表。天文计算器也可以是模拟软件的一部分，显示特定时间的天空。

### 游戏
- 数独计算器：输入是数独谜题，运算支持解决谜题，例如选择一个数字作为单元格的解，结果是整个谜题的解。
- 扑克计算器：它们的一个共同特点是計算给定扑克手牌的获胜几率。

## 相关软件包
有许多交互式软件包提供用户可访问的計算功能，但通常不称为计算器，因为計算功能本身只起辅助作用，而不是目的。 这些措施包括:

### 試算表
試算表通常不称为计算器，因为它们的主要用途是按行和列组织数据，并在另一个单元格中的值发生变化时自动更新可能许多相关单元格的值。計算功能仅用于辅助指定某些单元格中的值。

### 計算機代数系统
計算機代数系统通常不称为计算器，因为它们的主要目的是对包含变量和复杂运算（例如积分）的数学表达式执行符号操作。但是，表达式可以是不使用变量的基本計算，并且可以像计算器一样简单地进行計算。

### 数据库
数据库通常不被称为计算器，因为它们的主要用途是数据输入和存储，以及针对该数据的报告。計算功能仅用于辅助作用，以指定某些字段中的值。

## 另見
- 软件计算器比较
- 计算器
- 计算器输入方式（英语：Calculator input methods）
- 公式计算器
- 图形计算器
- 可编程计算器
- 科学计算器
- Windows计算器
- 计算器 (macOS)
- 计算器手表
- 摄影数学
- 微软数学求解器